# Olympische Jugend-Sommerspiele 2018/Teilnehmer (Iran)
| Gelbes Symbol für Goldmedaillen mit stilisierten Olympischen Ringen | Graues Symbol für Silbermedaillen mit stilisierten Olympischen Ringen | Braundes Symbol für Bronzemedaillen mit stilisierten Olympischen Ringen |
| ------------------------------------------------------------------- | --------------------------------------------------------------------- | ----------------------------------------------------------------------- |
| 7                                                                   | 3                                                                     | 4                                                                       |

Die Jugend-Olympiamannschaft der Islamischen Republik Iran für die III. Olympischen Jugend-Sommerspiele vom 6. bis 18. Oktober 2018 in Buenos Aires (Argentinien) bestand aus 49 Athleten.

## Athleten nach Sportarten

### Basketball
Mädchen
- 3 × 3: 19. Platz
- Fatemeh Aghazadegan Ghazvini
Shoot-Out: 15. Platz
- Fatemeh Bidar Darabi
Shoot-Out: 26. Platz
- Negin Rasoulipour Khameneh
- Aida Golmohammadi

### Bogenschießen
| Mädchen - Sogand Rahmani Einzel: 17. Platz Mixed: 17. Platz (mit David Cadena Kolumbien) | Jungen - Reza Shabani Einzel: 8. Platz Mixed: 9. Platz (mit Alyssia Tromans-Ansell Vereinigtes Königreich) |

### Boxen
Jungen
- Seyedsajad Mousavipaeindezaei
Halbschwergewicht: 5. Platz

### Fechten
Jungen
- Amirhossein Shaker
Säbel Einzel: 9. Platz

### Futsal
Jungen
- 6. Platz
- Alireza Sedigh
- Farhad Ebrahimi
- Reza Tamizi
- Sajjad Adelipour
- Sajjad Sarbaz
- Belal Esmaeili Kooraneh
- Reza Ghanbarisaeidabad
- Mehdi Mehdikhani
- Mehdi Alizadeh
- Salar Aghapour

### Gewichtheben
Jungen
- Amirreza Askaridoun
Schwergewicht: 4. Platz
- Alireza Yousefi
Superschwergewicht: Gold

### Judo
| Mädchen - Maral Mardani Klasse bis 78 kg: 9. Platz | Jungen - Abolfazl Shojaei Bakhtiyari Klasse bis 100 kg: 7. Platz |

### Kanu
| Mädchen - Nirvana Asadbeki Canadier-Einer Slalom: 4. Platz Canadier-Einer Sprint: 5. Platz | Jungen - Sobhan Beiranvand Canadier-Einer Slalom: 5. Platz Canadier-Einer Sprint: 10. Platz |

### Karate
| Mädchen - Fatemeh Khonakdartarsi Klasse bis 53 kg: Bronze - Mobina Heydariozomcheloei Klasse bis 59 kg: Bronze - Negin Altooni Klasse über 59 kg: Bronze | Jungen - Alireza Farajikouhikheili Klasse bis 61 kg: 7. Platz - Navid Mohammadi Klasse über 68 kg: Gold |

### Leichtathletik
Jungen
- Mahdi Rezaei
100 m: 7. Platz
- Hamid Reza Kia
Dreisprung: 8. Platz
- Mohammadreza Rahmanifar
Diskuswurf: 4. Platz

### Reiten
- Arshia Najafinia
Springen Einzel: 27. Platz
Springen Mannschaft: 4. Platz (im Team Australasien)

### Ringen
Jungen
- Amirreza Dehbozorgi
Griechisch-römisch bis 45 kg: Gold
- Mohammad Nosrati
Griechisch-römisch bis 92 kg: Gold
- Mohammad Baghi Karimiseifabad
Freistil bis 65 kg: Silber
- Amir Hossein Zare
Freistil bis 110 kg: Silber

### Rudern
Mädchen
- Hanieh Bidad
Einer: 19. Platz

### Schießen
Jungen
- Erfan Salavati
Luftpistole 10 m: 5. Platz
Mixed: 9. Platz (mit Amanda Mak  Singapur)
- Amirsiyavash Zolfagharian
Luftgewehr 10 m: 8. Platz
Mixed: 6. Platz (mit Alliana Volkart  Argentinien)

### Schwimmen
Jungen
- Alireza Yavari
100 m Freistil: 28. Platz

### Taekwondo
| Mädchen - Mahla Momenzadeh Klasse bis 44 kg: 5. Platz - Yalda Valinejad Klasse bis 63 kg: Gold - Kimia Hemati Klasse über 63 kg: Silber | Jungen - Hamed Asghari Mahiabadi Klasse bis 63 kg: 5. Platz - Mohammad Ali Eshkevarian Klasse bis 73 kg: Gold - Mohammadali Khosravi Klasse über 73 kg: Gold |

### Tischtennis
Jungen
- Amin Ahmadian
Einzel: 9. Platz

### Turnen

#### Gymnastik
Jungen
- Reza Bohloulzadeh
Einzelmehrkampf: 13. Platz
Boden: 20. Platz
Pferd: 31. Platz
Barren: 18. Platz
Reck: 23. Platz
Ringe: 32. Platz
Seitpferd: Bronze 
Mixed: 4. Platz (im Team Grau)